# Hunderdorf

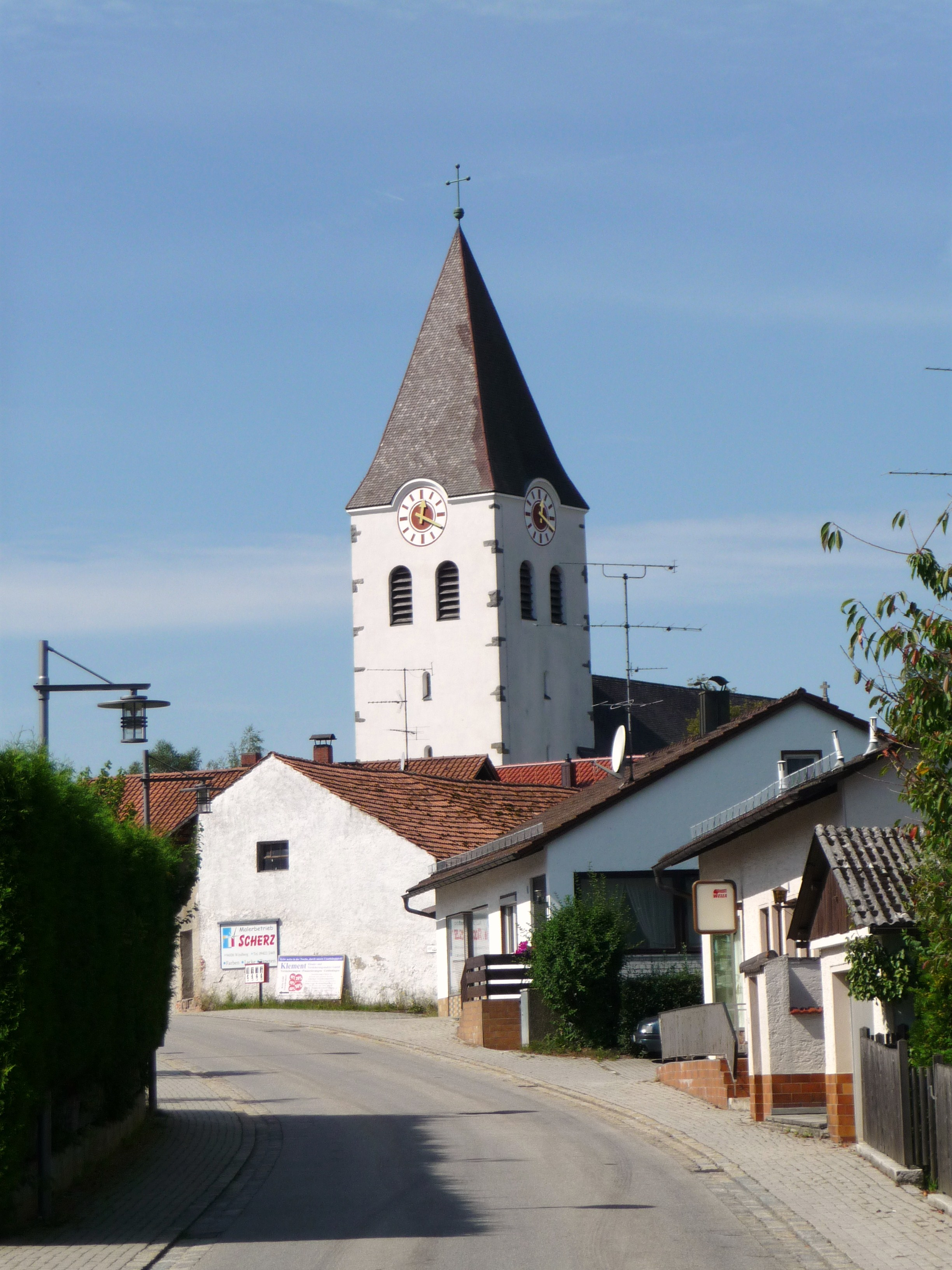
Die katholische Pfarrkirche St. Nikolaus

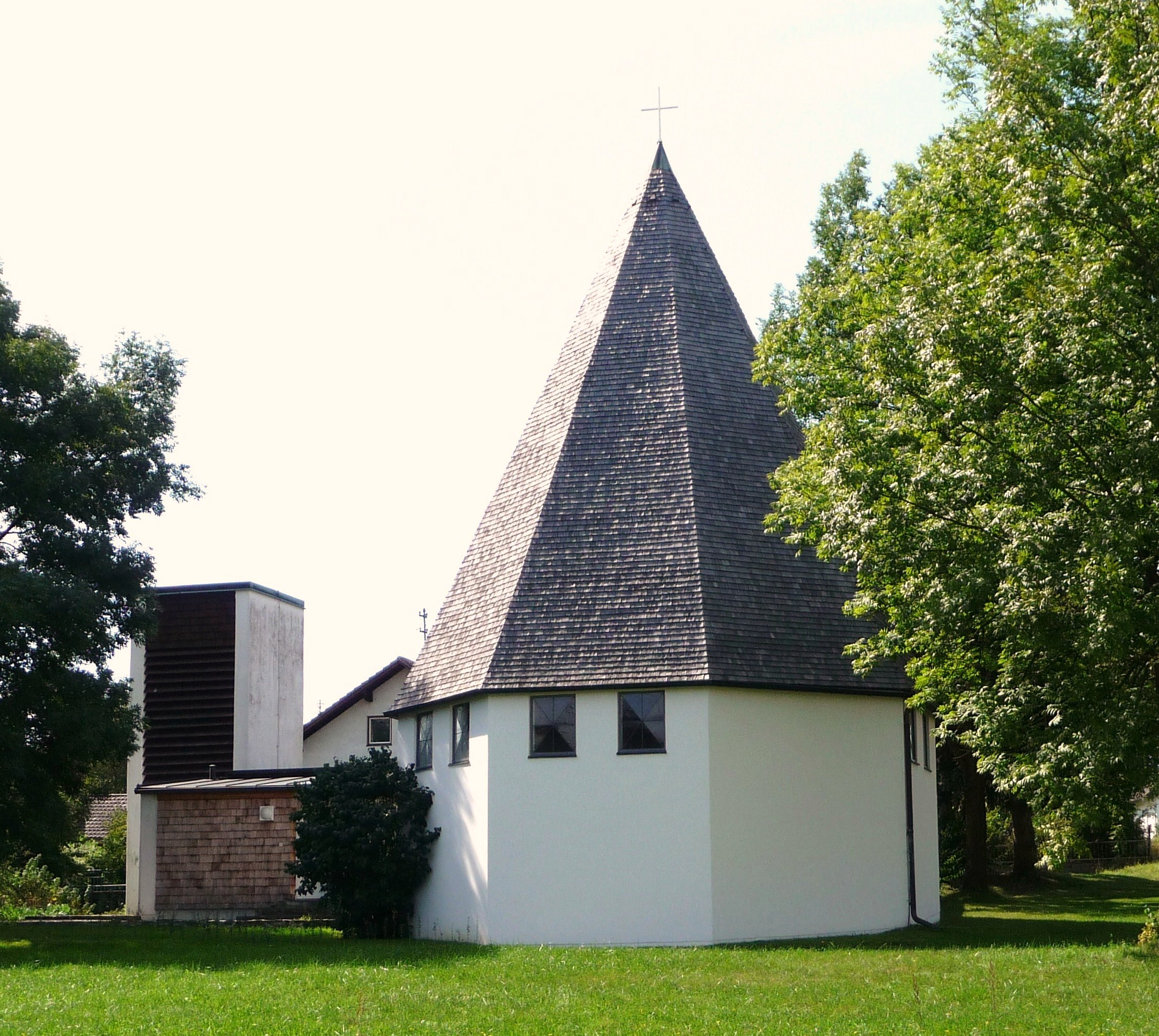
Die evangelische Friedenskirche

Hunderdorf ist eine Gemeinde im niederbayerischen Landkreis Straubing-Bogen und der Sitz der Verwaltungsgemeinschaft Hunderdorf. Das gleichnamige Pfarrdorf ist Hauptort der Gemeinde.

## Geografie

### Lage
Die Gemeinde liegt in der Planungsregion Donau-Wald.

### Gemeindegliederung
Es gibt 38 Gemeindeteile:
- Au vorm Wald
- Bauernholz
- Berndorferholz
- Brandstatt
- Breitfeld
- Ebenthan
- Egern
- Eglsee
- Ehren
- Ellaberg
- Gaishausen
- Grabmühl
- Grub
- Haselquanten
- Hoch
- Hochholz
- Hofdorf
- Hunderdorf
- Irlach
- Lindenbrunn
- Lindfeld
- Lintach
- Neidau
- Oberhunderdorf
- Oberstetten
- Öd
- Rammersberg
- Riglberg
- Röhrnau
- Schafberg
- Sollach
- Starzenberg
- Steinburg
- Stetten
- Stockwies
- Thananger
- Wegern
- Weinberg

Es gibt die Gemarkungen Au vorm Wald (1,52 km²), Gaishausen (7,097 km²), Hunderdorf (10,656 km²) und Steinburg (2, 945 km²).

## Geschichte

### Bis zur Gemeindegründung
In einer Schenkungsurkunde des Friedrich von Winneberg und Aschwin zu Zeitldorn aus dem Jahr 1065 wird erstmals der Name Hunderdorf erwähnt. Durch Schenkungen kam ein Großteil des Gebietes unter die Grundherrschaft von Kloster Windberg und Kloster Oberalteich. Die erste nachweisbare Kirche wurde 1359 erbaut.
Hunderdorf gehörte zum Rentamt Straubing und zum Landgericht Mitterfels des Kurfürstentums Bayern. Im Zuge der Verwaltungsreformen in Bayern entstand mit dem Gemeindeedikt von 1818 die heutige Gemeinde im Landgericht Mitterfels unter dem Namen Unterhunderdorf. 1839 kommt die Gemeinde zum Landgericht Bogen im Bezirksamts Bogen, dem Vorläufer des Landkreises Bogen.

### 19. bis 21. Jahrhundert
Im Jahre 1951 siedelte sich die Möbel- und Spanplattenfabrik Nolte in Hunderdorf an und beschäftigte dort fast vier Jahrzehnte rund 600 Arbeitnehmer. Später entstand daraus der Gewerbepark Hunderdorf.

### Eingemeindungen
Im Zuge der Gebietsreform in Bayern wurden am 1. Mai 1978 die Gemeinde Steinburg (mit dem 1946 eingegliederten Au vorm Wald) und der überwiegende Teil der aufgelösten Gemeinde Gaishausen in die Gemeinde Hunderdorf eingegliedert. Von Hunderdorf nach Neukirchen umgegliedert wurden Dörnau (1979), Birkhof und Rimbach (1980).

### Einwohnerentwicklung
Im Zeitraum 1988 bis 2018 wuchs die Gemeinde von 2958 auf 3262 Einwohner bzw. um 10,3 %.
- 1961: 2638 Einwohner
- 1970: 2946 Einwohner
- 1987: 2937 Einwohner
- 1991: 3163 Einwohner
- 1995: 3354 Einwohner
- 2000: 3455 Einwohner
- 2005: 3382 Einwohner
- 2010: 3264 Einwohner
- 2015: 3323 Einwohner
- 2020: 3264 Einwohner

## Politik

### Gemeinderat
Die Gemeinderatswahl 2020 ergab folgende Stimmenanteile und Sitzverteilungen:
- CSU: 49,28 % (8 Sitze)
- SPD/Parteilose Wählergemeinschaft: 23,61 % (4 Sitze)
- Freie Wähler: 27,11 % (4 Sitze)

### Bürgermeister
Erster Bürgermeister ist Max Höcherl jun. (CSU). Er ist seit 1. Mai 2020 im Amt.

### Wappen
| Wappen von Hunderdorf | Blasonierung: „In Blau eine eingeschweifte silberne Spitze, darin ein rotes Stufenkreuz; vorne ein silberner Windhund, hinten ein aus dem Schildrand wachsender silberner Arm mit einem silbernen Pfeil in der Hand.“ |
| Wappen von Hunderdorf | Wappenbegründung: Die Kombination der Figuren ergab sich aus der Zusammenlegung der Gemeinden Gaishausen, Hunderdorf und Steinburg im Jahr 1978 und der Aufnahme von Symbolen aus den früheren Wappen der drei beteiligten Gemeinden. Der Windhund ist das Wappentier des Klosters Windberg, das als größter Grundherr im Gemeindegebiet von historischer Bedeutung war. Der Hund ist zugleich redendes Bild für den Gemeindenamen Hunderdorf. Der silberne Arm mit Pfeil war Bestandteil des früheren Gemeindewappens von Steinburg und stammt aus dem Wappen der Inhaber der Hofmark Steinburg von 1710 bis 1807, der Familie der Schuß von Peilnstein (Sattelpeilnstein). Das in der Kommunalheraldik seltene Stufenkreuz führten die 1414 ausgestorbenen Herren von Steinberg im Wappen; sie konnten seit dem 12. Jahrhundert ihren Güterbestand um den Sitz Steinberg (später Steinburg genannt) durch Rodung beständig ausweiten. Das Stufenkreuz wurde später Bestandteil des Gemeindewappens von Gaishausen, dessen Gemeindebereich ebenfalls zur Hofmark Steinburg gehörte. Dieses Wappen wird seit 1984 geführt. |

## Kultur und Sehenswürdigkeiten
- Hunderdorf gilt als „Heimat des Mühlhiasl“.
- Die katholische Pfarrkirche St. Nikolaus wurde 1935 bis 1936 nach den Plänen von Architekt K. Wirthensohn erbaut und am 30. Mai 1937 durch Erzbischof Michael Buchberger konsekriert.
- Die evangelische Friedenskirche entstand 1963, der Kirchturm folgte 1964.
- Schloss Au vorm Wald

## Wirtschaft und Infrastruktur

### Wirtschaft einschließlich Land- und Forstwirtschaft
Im Jahre 2018 gab es nach der amtlichen Statistik im produzierenden Gewerbe 242 und im Bereich Handel und Verkehr 196 sozialversicherungspflichtig Beschäftigte am Arbeitsort. Im  Bereich Öffentliche und private Dienstleister lag dieser Wert bei 147 Personen. Sozialversicherungspflichtig Beschäftigte am Wohnort gab es 1469. Im verarbeitenden Gewerbe gab es vier Betriebe und im Bauhauptgewerbe einen Betrieb. Zudem bestanden im Jahr 2020 36 landwirtschaftliche Betriebe mit einer landwirtschaftlich genutzten Fläche von 1879 ha, davon waren 634 ha Ackerfläche und 1245 ha Dauergrünfläche.

### Verkehr
Hunderdorf liegt an der Staatsstraße 2139 und an der hier mittlerweile stillgelegten Bahnstrecke Straubing–Miltach.

### Bildung
Es gibt folgende Einrichtungen:
- Kindertagesstätte: 100 Kindergartenplätze und zwölf Krippenplätze (Stand 2015)[15]
- Grundschule Hunderdorf: 139 Schüler und acht hauptamtliche Lehrkräfte (Stand 2018/2019)[16]
- Mittelschule Hunderdorf: 129 Schüler und elf hauptamtliche Lehrkräfte (Stand 2018/2019)[17]

## Persönlichkeiten

### Söhne und Töchter der Gemeinde
- Franz Xaver Hafner (* 15. April 1912 im Ortsteil Ebenthan; † 14. Mai 1993 in Bogen), Bankkaufmann und Politiker

### Personen mit Bezug zur Gemeinde
- Edigna von Puch (* 11. Jahrhundert; † 26. Februar 1109 in Puch), seliggesprochene Einsiedlerin; Filialkirche St. Edigna im Ortsteil Hofdorf, Aufbewahrung einer Handreliquie
- Franz Xaver Maßl (* 8. Dezember 1800 in Straubing; † 3. März 1852 in Passau), römisch-katholischer Geistlicher und Theologe, Pfarrer in Hunderdorf